# Van!shment Th!s World
「Van!shment Th!s World」（バニッシュメント・ディス・ワールド）は、Black Raison d'être（ブラック・レーゾン・デートル）の楽曲。ZAQにより制作された。Black Raison d'êtreの2枚目のシングルとして2014年2月5日にLantisから発売された。

## 概要
本曲は、テレビアニメ『中二病でも恋がしたい!戀』のエンディングテーマに起用された。シングルは、前作の「INSIDE IDENTITY」から約1年2か月ぶりのリリースとなる。ディスクジャケットには前作同様、Black Raison d'êtreのメンバー4人（小鳥遊六花、丹生谷森夏、五月七日くみん、凸守早苗）が描かれている。
前作の「INSIDE IDENTITY」と比べてセリフ的な歌詞での掛け合いを多く含み、それぞれのキャラクターが立った、よりキャラクターソングに近づいた作品となっている。
シングルの2曲目「February Magic」は、バレンタインのために4人がチョコを作る場面を表した曲である。序盤はかわいらしい曲だが、次第に中二病のような歌詞に移り変わっていき、セリフも増えていく。「バレンタインを中二っぽく表現しよう！」というテーマで、ZAQとキャスト陣が話し合って制作されており、レコーディングスタジオでその場で思いついた歌詞が含まれていたり、寸劇が含まれたりしている。

## シングル収録曲
全作詞・作曲・編曲 - ZAQ
1. Van!shment Th!s World [3:56]
  - テレビアニメ『中二病でも恋がしたい!戀』エンディングテーマ。
2. February Magic [5:28]
3. Van!shment Th!s World（OFF VOCAL） [3:56]
4. February Magic（OFF VOCAL） [5:26]

## 歌詞違い
PunIshment thIs worLd-VOICE-Episode.Φ
ZAQ自身による「Van!shment Th!s World」の歌詞違い。『VOICE』と『Parallel of Crescentic Lab.』に収録。